# Retanilla ephedra
Retanilla ephedra là một loài thực vật có hoa trong họ Táo. Loài này được (Vent.) Brongn. miêu tả khoa học đầu tiên năm 1826.